# Општина Гура Падиниј (Олт)
Гура Падиниј (рум. Gura Padinii) општина је у Румунији у округу Олт.
Oпштина се налази на надморској висини од 44 m.

## Становништво

### Хронологија
| Година       | 2004 | 2005 | 2006 | 2007 | 2008 | 2009 | 2010 | 2011 | 2012 | 2013 | 2014 | 2015 | 2016 | 2017 |
| ------------ | ---- | ---- | ---- | ---- | ---- | ---- | ---- | ---- | ---- | ---- | ---- | ---- | ---- | ---- |
| Становништво | 1919 | 1920 | 1901 | 1891 | 1866 | 1844 | 1820 | 1787 | 1771 | 1760 | 1757 | 1727 | 1726 | 1688 |